# Lotus aleppicus
Lotus aleppicus är en ärtväxtart som beskrevs av Pierre Edmond Boissier. Lotus aleppicus ingår i släktet käringtänder, och familjen ärtväxter. Inga underarter finns listade i Catalogue of Life.